# Veronica catenata
Veronica catenata é uma espécie de planta com flor pertencente à família Scrophulariaceae. 
A autoridade científica da espécie é Pennell, tendo sido publicada em Rhodora 23(266): 37. 1921.

## Portugal
Trata-se de uma espécie presente no território português, nomeadamente no Arquipélago dos Açores.
Em termos de naturalidade é nativa da região atrás indicada.

## Protecção
Não se encontra protegida por legislação portuguesa ou da Comunidade Europeia.